# Scotophilus collinus
Scotophilus collinus is een zoogdier uit de familie van de gladneuzen (Vespertilionidae). De wetenschappelijke naam van de soort werd voor het eerst geldig gepubliceerd door Sody in 1936.

## Voorkomen
De soort komt voor in Indonesië en Maleisië.